# Plainfield (condado de Sullivan)
Plainfield es un lugar designado por el censo ubicado en el condado de Sullivan en el estado estadounidense de Nuevo Hampshire. En el Censo de 2010 tenía una población de 205 habitantes y una densidad poblacional de 136,94 personas por km².

## Geografía
Plainfield se encuentra ubicado en las coordenadas 43°32′4″N 72°21′13″O / 43.53444, -72.35361. Según la Oficina del Censo de los Estados Unidos, Plainfield tiene una superficie total de 1.5 km², de la cual 1.5 km² corresponden a tierra firme y (0%) 0 km² es agua.

## Demografía
Según el censo de 2010, había 205 personas residiendo en Plainfield. La densidad de población era de 136,94 hab./km². De los 205 habitantes, Plainfield estaba compuesto por el 98.05% blancos, el 0.49% eran afroamericanos, el 0% eran amerindios, el 0.98% eran asiáticos, el 0% eran isleños del Pacífico, el 0% eran de otras razas y el 0.49% pertenecían a dos o más razas. Del total de la población el 0.49% eran hispanos o latinos de cualquier raza.